# Himno nacional de Irlanda
Amhrán na bhFiann (pronunciado [ˈəuɾaːn̪ n̪ə ˈvʲiːən̪], /áuran na vían/) es el himno nacional de la República de Irlanda y de Irlanda del Norte. También conocido por su traducción al inglés como A Soldier's Song (la Canción de un soldado). Asimismo es conocido como Amhrán Náisiúnta na hÉireann/National Anthem of Ireland (Himno Nacional de Irlanda). La letra de la canción es de Peadar Kearney, escrita en inglés, con el título de A Soldier's Song, y la música de Kearney y Patrick Heeney. Compuesto en 1907 y publicado por primera vez en Irish Freedom en 1912, la traducción al irlandés fue hecha por Liam Ó Rinn en 1923. Es el himno nacional oficial desde 1926, cuando reemplazó al himno no oficial God Save Ireland. Se canta en irlandés y solo el estribillo.
Amhran na bhFiann fue usada como himno del Estado en las Olimpiadas de 1924 en París. El Dublin Evening Mail lanzó un concurso para buscar un nuevo himno nacional en los años de 1924 y 1925, sin embargo, la canción ganadora no tuvo acogida y las segunda fue olvidada rápidamente; el motivo era la aversión que tenían los unionistas, argumentando que la letra era agresiva y dificultaba la integración de la isla.

## Letra
Solo el coro es la parte oficial del himno nacional.
| Letra en irlandés | Cirilización del irlandés | Helenización del irlandés | Transcripción AfI del irlandés | Versión en inglés | Traducción al español (solo coro) |
| --- | --- | --- | --- | --- | --- |
| Seo dhíbh, a chairde, duan Ógláigh Caithréimeach bríomhar ceolmhar Ár dtinte cnámh go buacach táid 'S an spéir go mín réaltógach Is fonnmhar faobhrach sinn chun gleo 'S go tiúnmhar glé roimh thíocht don ló Fé chiúnas chaomh na hoíche ar seol Seo libh, canaídh Amhrán na bhFiann. Curfá: Sinne Fianna Fáil, atá faoi gheall ag Éirinn, Buíon dár slua thar toinn do ráinig chugainn, Faoi mhóid bheith saor Seantír ár sinsear feasta, Ní fhágfar faoin tíorán ná faoin tráill. Anocht a théam sa bhearna bhaoil, Le gean ar Ghaeil, chun báis nó saoil, Le gunna-scréach faoi lámhach na bpiléar, Seo libh canaig' amhrán na bhFiann. Cois bánta réidhe, ar ardaibh sléibhe Ba bhuadhach ár sinsir romhainn Ag lámhach go tréan fén sárbhrat séin 'Tá thuas sa ghaoth go seolta Ba dhúchas riamh dár gcine cháidh Gan iompáil siar ó imirt áir 'S ag siúl mar iad i gcoinne námhad Seo libh, canaídh Amhrán na bhFiann Curfá A bhuíon nach fann d'fhuil Ghaeil is Gall Sin breacadh lae na saoirse Tá sceimhle 's scanradh i gcroíthe námhad Roimh ranna laochra ár dtíre Ár dtinte is tréith gan spréach anois Sin luisne ghlé sa spéir anoir 'S an bíobha i raon na bpiléar agaibh Seo libh, canaídh Amhrán na bhFiann Curfá | Шо йи́в, а ха́рде, дуан О́ґла́гх Ка́гре́мя́х бри́вар кёлвар А́р динте кна́в ґо буаках та́дь ’С ан шпе́р ґо ми́н ре́лто́ґах Иш фонвар фыврах шин хун ґлё ’С ґо тю́нвар ґле́ рывь ки́хт дон ло́ Фе́ хю́нас хыв на ки́хе ар шол Шо лив, каны́й Авра́н на вФиан. Курфа́: Шине Фиана Фа́ль, ата́ фы яул аґ Э́рин, Бы́н да́р слуа гар тынь до ра́ниґ хуґынь Фы во́дь вег сыр Шанти́р а́р шиншар фяста, Ни́ а́ґфар фынь ти́ра́н на́ фынь тра́ль. Анохт а ге́мъ са вярна бэль, Ле ґян ар Гхэль, хун ба́ш но́ сэль, Ле ґуна-шкре́хъ фы ла́вах на бьле́ръ, Шо лив каны́й авра́н на вФиан. Кош ба́нта ре́е, ар ардав шле́ве Ба вуагхах а́р шиншир ровань Аґ ла́вах ґо тре́нъ фе́н са́рврат ше́н ’Та́ гуас са гхыг ґо шолта Ба гху́хас риав да́р ґине ха́й Ґан омпа́ль шиар о́ имирт а́рь ’С аґ шу́л мар иад и ґыне на́вад Шо лив, каны́й авра́н на вФиан. Курфа́ А вы́нъ нах фан д’ыль Гхэль иш Ґал Шин брякагх лэ на сырше Та́ шкивле ’с сканрагх и ґры́гэ на́вад Рывь рана лыхра а́р ди́ре А́р динте иш тре́г ґан шпре́хъ анэрь Шин лышне йле́ са шпе́р анош ’С ан би́ва и рын на биле́ръ аґа́вь Шо лив, каны́й авра́н на вФиан. Курфа́ | Σεο γίβ, α χαιρδε, δυαν Όγκλάιγ Καιͱρέιμεαχ μπρίοβαρ κεολβαρ Άρ ντιντε κνάβ γκο μπυακαχ τάιδ ´Σ αν σπέιρ γκο μίν ρέαλτόγκαχ Ις φοννβαρ φαοβραχ σινν χυν γκλεο ´Σ γκο τιύνβαρ γκλέ ροιβ ͱίοχτ δον λό Φέ χιύνας χαοβ να ͱοίχε αρ σεολ Σεο λιβ, καναίγ Αβράν να βΦιανν. Κυρφά: Σιννε Φιαννα Φάιλ, ατά φαοι γεαλλ αγκ Έιρινν, Μπυίον δάρ σλυα ͱαρ τοινν δο ράινιγκ χυγκαινν, Φαοι βόιδ βειͱ σαορ Σεαντίρ άρ σινσεαρ φεαστα, Νί άγκφαρ φαοιν τίοράν νά φαοιν τράιλλ. Ανοχτ α ͱέαμ σα βεαρνα βαοιλ, Λε γκεαν αρ Γαειλ, χυν μπάις νό σαοιλ, Λε γκυννα-σκρέαχ φαοι λάβαχ να μπιλέαρ, Σεο λιβ καναιγ αβράν να βφιανν. Κοις μπάντα ρέιγε, αρ αρδαιβ σλέιβε Μπα βυαγαχ άρ σινσιρ ροβαινν Αγκ λάβαχ γκο τρέαν φέν σάρβρατ σέιν ´Τά ͱυας σα γαοͱ γκο σεολτα Μπα γύχας ριαβ δάρ γκινε χάιγ Γκαν ιομππάιλ αιαρ ό ιμιρτ άιρ ´Α αγκ σιύλ μαρ ιαδ ι γκοιννε νάβαδ Σεο λιβ, καναίγ Αβράν να βΦιανν Κυρφά Α βυίον ναχ φανν δ´υιλ Γαειλ ις Γκαλλ Σιν μπρεακαχ λαε να σαοιρσε Τά σκειβλε ´ς σκανραγ ι γκροίͱε νάβαδ Ροιβ ραννα λαοχρα άρ ντίρε Άρ ντιντε ις τρέιͱ γκαν σπρέαχ ανοις Σιν λυισνε γλέ σα σπέιρ ανοιρ ´Σ αν μπίοβα ι ραον να μπιλέαρ αγκαιβ Σεο λιβ, καναίγ Αβράν να βΦιανν. Κυρφά | [ʃɔ ʝiːvʲ ǀ ə xɑːɾˠdʲə ǀ dˠuənˠ oːglˠɑːɣ] [kɑːhɾʲeːmʲɑːx bʲɾʲiːw̃əɾˠ coːlˠw̃əɾˠ] [ɑːɾˠ dʲinʲtʲə knˠɑːw̃ gə bˠuəkɑːx tˠɑːdʲ] [ʔsˠ ənˠ ʃpʲeːɾʲ gə mʲiːnʲ ɾʲeːlˠtˠoːgəx] [iʃ fˠɔnˠw̃ɑːɾˠ fˠiːwɾˠəx ʃinʲ xʊnˠ ɟlʲoː] [ʔsˠ gə tʲuːnˠw̃əɾˠ ɟlʲeː ɾˠɪṽʲ hiːxtˠ dˠɔnˠ lˠoː] [fʲeː çuːnˠəsˠ xiːw̃ nˠə hiːçə əɾˠ ʃoːlˠ] [ʃɔ lʲivʲ kənˠiːʝ əũɾˠɑːnˠ nˠə vʲfʲiːənˠ] [kʊɾˠfˠɑː] [ʃɪnʲə fʲiənˠə fˠɑːlʲ] [ətˠɑː fˠiː ʝəulˠ əg eːɾʲənʲ] [bˠiːnˠ dˠɑːɾˠ sˠlˠuə] [hɑːɾˠ tˠiːnʲ dˠə ɾˠɑːnʲəɟ xʊgɪnʲ] [fˠiː vˠoːdʲ vʲɛh sˠiːɾˠ] [ʃənˠtʲiːɾʲ ɑːɾˠ ʃiːnʲʃɑːɾˠ fʲɑːsˠtˠə] [nʲiː ɑːgfˠəɾˠ fˠiːnʲ tʲiːɾˠɑːnˠ nˠɑː fˠiːnʲ t͡ˠrɑːlʲ] [ənˠɔxtˠ ə heːmˠ sˠə vʲɑːɾˠnˠə bˠeːlʲ] [lʲɛ ɟaːnˠ əɾˠ ɣeːlʲ xʊnˠ bˠɑːʃ nˠoː sˠeːlʲ] [lʲɛ gʊnˠə ʃcɾʲeːx fˠiː lˠɑːvˠəx nˠə bʲlʲeːɾˠ] [ʃɔ lʲɪvʲ kanˠɪʝ əuɾˠɑːnˠ nˠə vʲiənˠ] [kɔʃ bˠɑːnˠtˠə ɾʲeːʝə əɾˠ əɾˠdˠɑːw ʃlʲeːvʲə] [bˠə wuəɣɑːx ɑːɾˠ ʃinʲʃiɾʲ ɾʲʊw̃ɑːnʲ] [əg lˠɑːw̃əx gə t͡rʲeːnˠ fʲeːnʲ sˠɑːɾˠwɾˠətˠ ʃeːnʲ] [ʔtˠɑː huəsˠ sˠə ɣiːh gə ʃoːlˠtˠə] [bˠə ɣuːxəsˠ ɾʲiəw̃ dˠɑːɾˠ ɟinʲə xɑːʝ] [gənˠ ʊmˠpˠɑːlʲ ʃiəɾˠ oː imʲiɾʲtʲ ɑːɾʲ] [ʔsˠ əg ʃuːlˠ məɾˠ iədˠ i giːnʲə nˠɑːw̃ədˠ] [ʃɔ lʲivʲ kənˠiːʝ əũɾˠɑːnˠ nˠə vʲfʲiːənˠ] [kʊɾˠfˠɑː] [ə wiːnˠ nˠəx fˠənˠ d̩ˠʔᵝiːlʲ ɣeːlʲ iʃ gəlˠ] [ʃinʲ bʲɾʲɑːkəɣ lˠeː nˠə sˠiːɾʲʃə] [tˠɑː ʃcɪṽʲlʲə ʔsˠ sˠkɑnˠɾˠɑɣ i gɾˠiːhə nɑːw̃ədˠ] [ɾˠɪṽʲ ɾˠənˠə lˠiːxɾˠə ɑːɾˠ dʲiːɾʲə] [ɑːɾˠ dʲinʲtʲə iʃ t͡rʲeːh gənˠ ʃpʲɾʲeːx ənˠɔʃ] [ʃinʲ lˠɪʃnʲə ʝlʲeː sˠə ʃpʲeːɾʲ ənˠɔʃ] [ʔsˠ ənˠ bʲiːwə i ɾˠiːnˠ nˠə bʲilʲeːrˠ əgɑːvʲ] [ʃɔ lʲivʲ kənˠiːʝ əũɾˠɑːnˠ nˠə vʲfʲiːənˠ] [kʊɾˠfˠɑː] | We'll sing a song, a soldier's song With cheering, rousing chorus As round our blazing fires we throng The starry heavens o'er us Impatient for the coming fight And as we wait the morning's light Here in the silence of the night We'll chant a soldier's song Chorus: Soldiers are we, whose lives are pledged to Ireland, Some have come from a land beyond the wave, Sworn to be free, no more our ancient sireland, Shall shelter the despot or the slave. Tonight we man the "bearna bhaoil", In Erin's cause, come woe or weal, 'Mid cannons' roar and rifles' peal, We'll chant a soldier's song. In valley green, or towering crag Our fathers fought before us And conquered 'neath the same old flag That's proudly floating o'er us We're children of a fighting race That never yet has known disgrace And as we march, the foe to face We'll chant a soldier's song Chorus Sons of the Gael! Men of the Pale! The long-watched day is breaking The serried ranks of Innisfail Shall set the tyrant quaking Our camp fires now are burning low See in the east a silv'ry glow Out yonder waits the Saxon foe So chant a soldier's song Chorus | Coro: Somos soldados que juraron su vida a Irlanda. Algunos vinimos de un país allende las olas. Juramos ser libres. Nunca más nuestra tierra antigua de opresión refugiará al déspota o al esclavo. Hoy cruzamos el foso mortal Por la causa de Irlanda, aunque haya dolor o prosperidad; Entre el rugir del cañón y el trueno de los rifles, Cantaremos una canción del soldado. |